# 高欽南鰍
高欽南鰍（學名：Schistura kohchangensis）為輻鰭魚綱鯉形目條鰍科南鰍屬的其中一種。分布於亞洲泰國東南部達叻府、尖竹汶府、春武裏府淡水流域，本魚體延長，口下位，觸鬚3對，體色深灰色，腹部顏色略淡，體側由具10-12褐色深色的橫帶，側線完整，尾鰭鰭條有5-7列不規則斑點，體長可達7.5公分，棲息在礫石底質、水淺的森林河川底層水域，生活習性不明。

## 扩展阅读
維基物種上的相關：高欽南鰍